# Montepaone
Montepaone est une commune italienne de la province de Catanzaro, dans la région Calabre.

## Administration
| Période                                  | Période  | Identité         | Étiquette     | Qualité |
| ---------------------------------------- | -------- | ---------------- | ------------- | ------- |
| 2006                                     | 2011     | Massimo Rattà    | Liste Civique | Maire   |
| 2011                                     | 2015     | Francesco Froio  | Liste Civique | Maire   |
| 2015                                     | En cours | Mario Migliarese | Liste Civique | Maire   |
| Les données manquantes sont à compléter. |          |                  |               |         |

### Hameaux
Montepaone Lido, Timponello, Paparo, Sant'Angelo, Frabotto Mannesì

### Communes limitrophes
Centrache, Gasperina, Montauro, Palermiti, Petrizzi, Soverato